# Gare de Besançon-Viotte
Gare de Besançon-Viotte – stacja kolejowa w Besançon, w regionie Burgundia-Franche-Comté (departament Doubs), we Francji. Jest głównym dworcem kolejowym Besançon od czasu zniszczenia stacji Besançon-la Mouillère w 1963. Znajdują się tu 3 perony. Rocznie korzysta z niej około 2,15 mln pasażerów.
Oczekiwana jest budowa dworca Besançon-TGV, który ma znajdować się w okręgu Planoise. Do tego czasu dworzec będzie skupiać większość ruchu pociągów w mieście. 

## Historia
Dworzec został zbudowany w 1855. Początkowy dworzec wybudowany był z drewna, ale gmina zdecydowała o przesunięciu dworca w stronę la Mouillère. Nowy dworzec został zainaugurowany w 1884 wraz z linią do Szwajcarii.
W dniu 15 lipca 1943 dworzec został zniszczony wskutek katastrofy samolotu. 
Stacja w Mouillère nigdy nie została odbudowana, a gmina postanowiła ją wyburzyć. Stacja w Viotte została odbudowana w 1963.
W dniu 27 września 1981 na stację wjechał pierwszy pociąg TGV z Paryża.

## Galeria

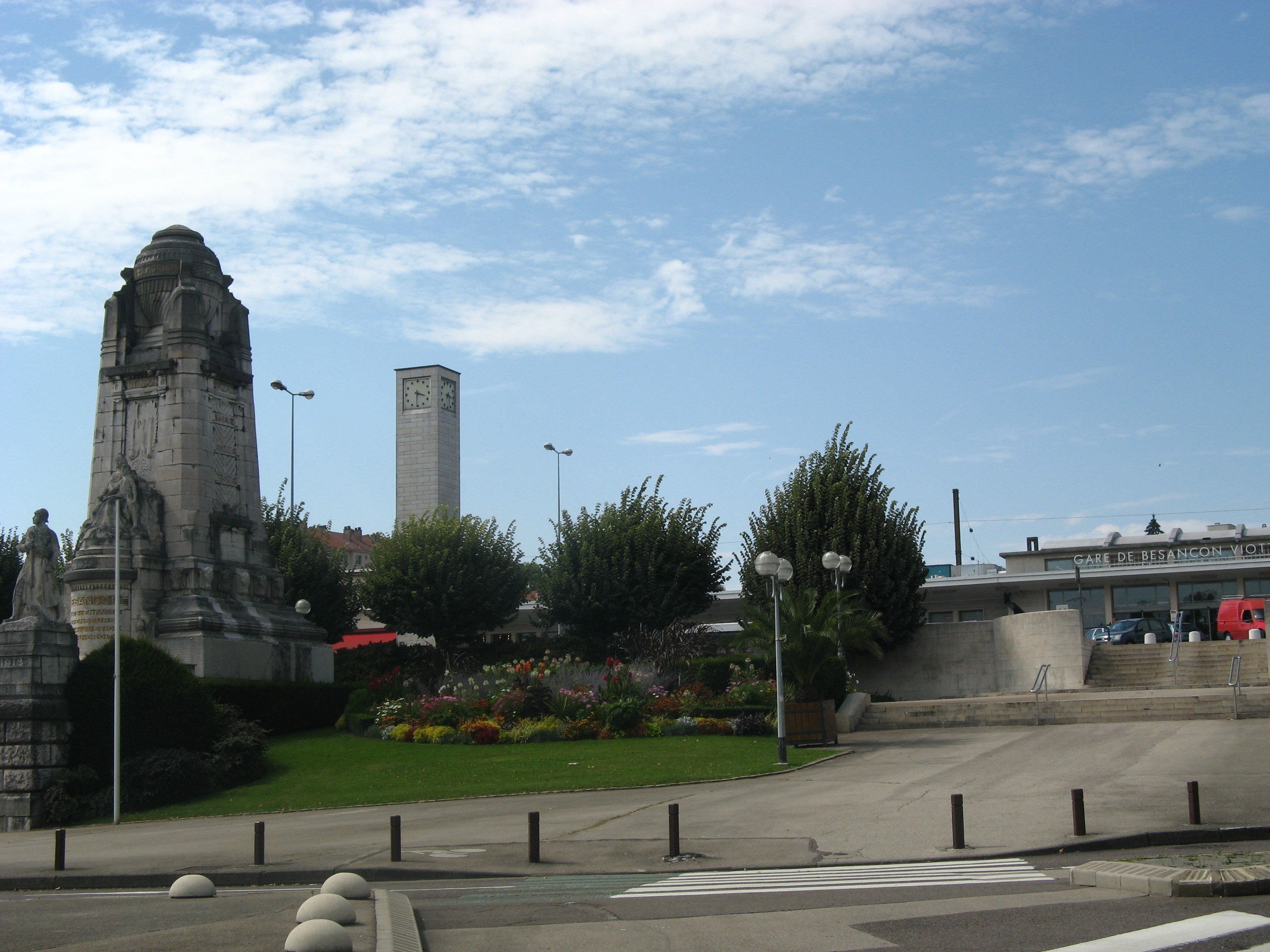
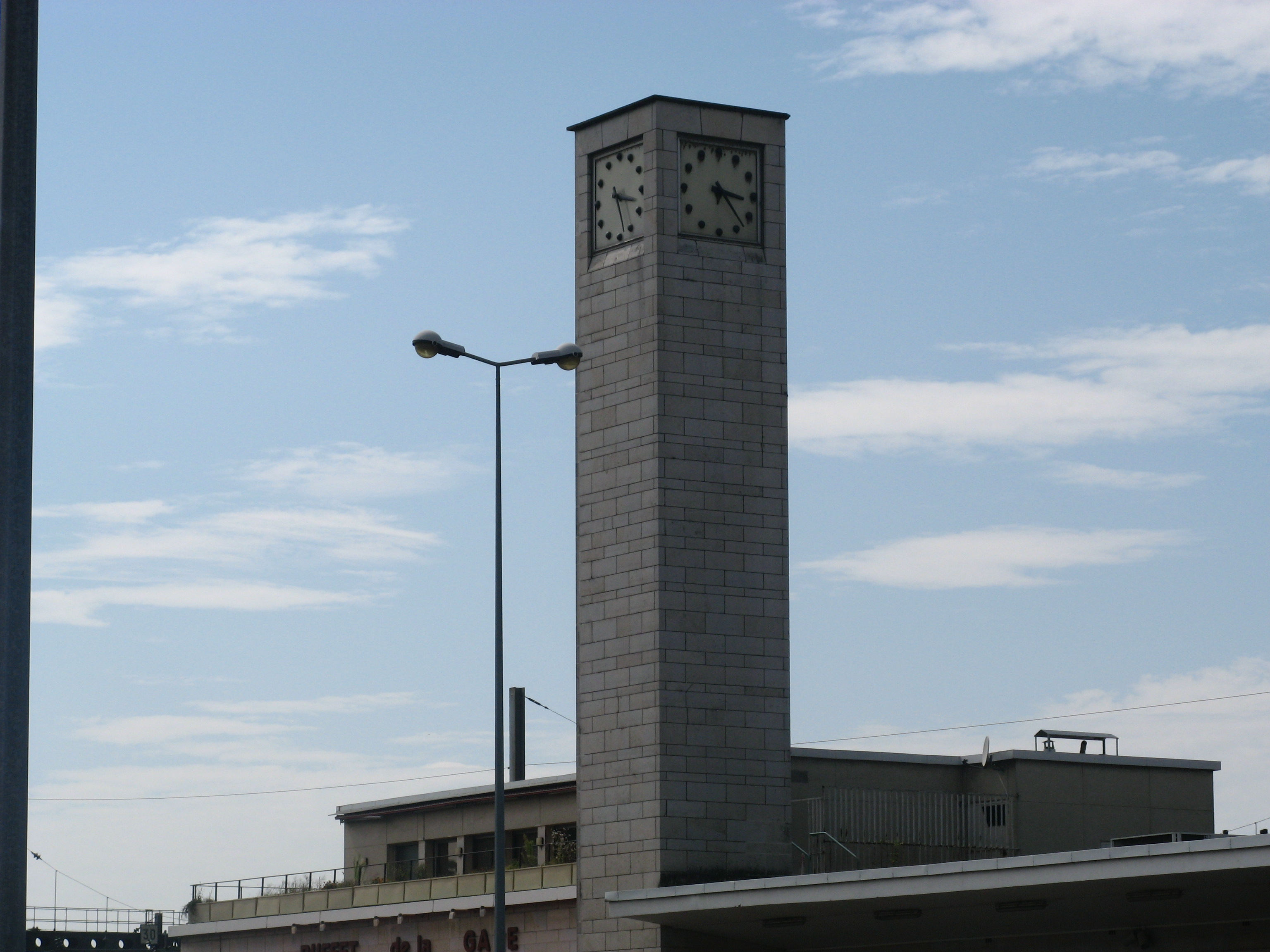
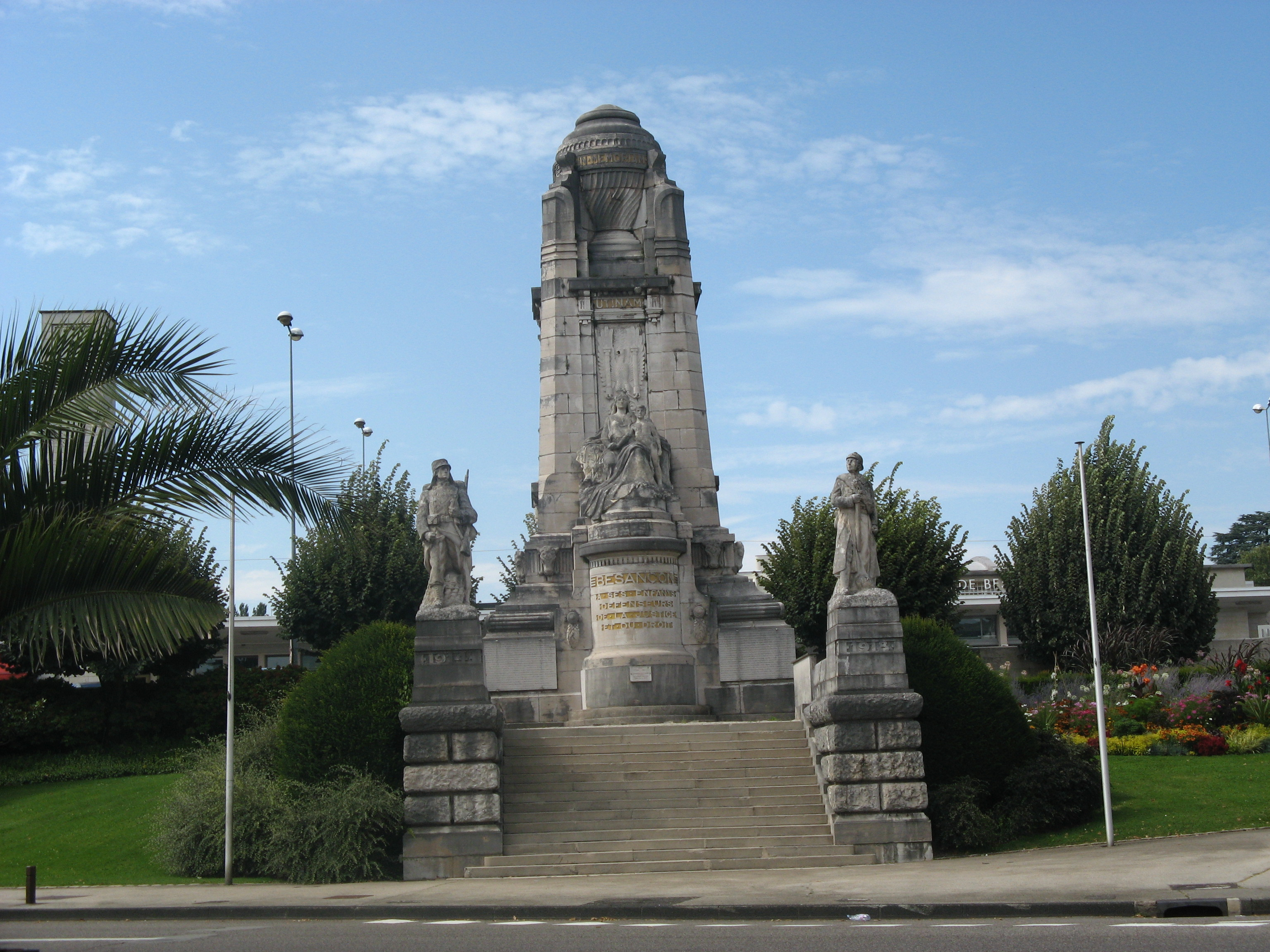
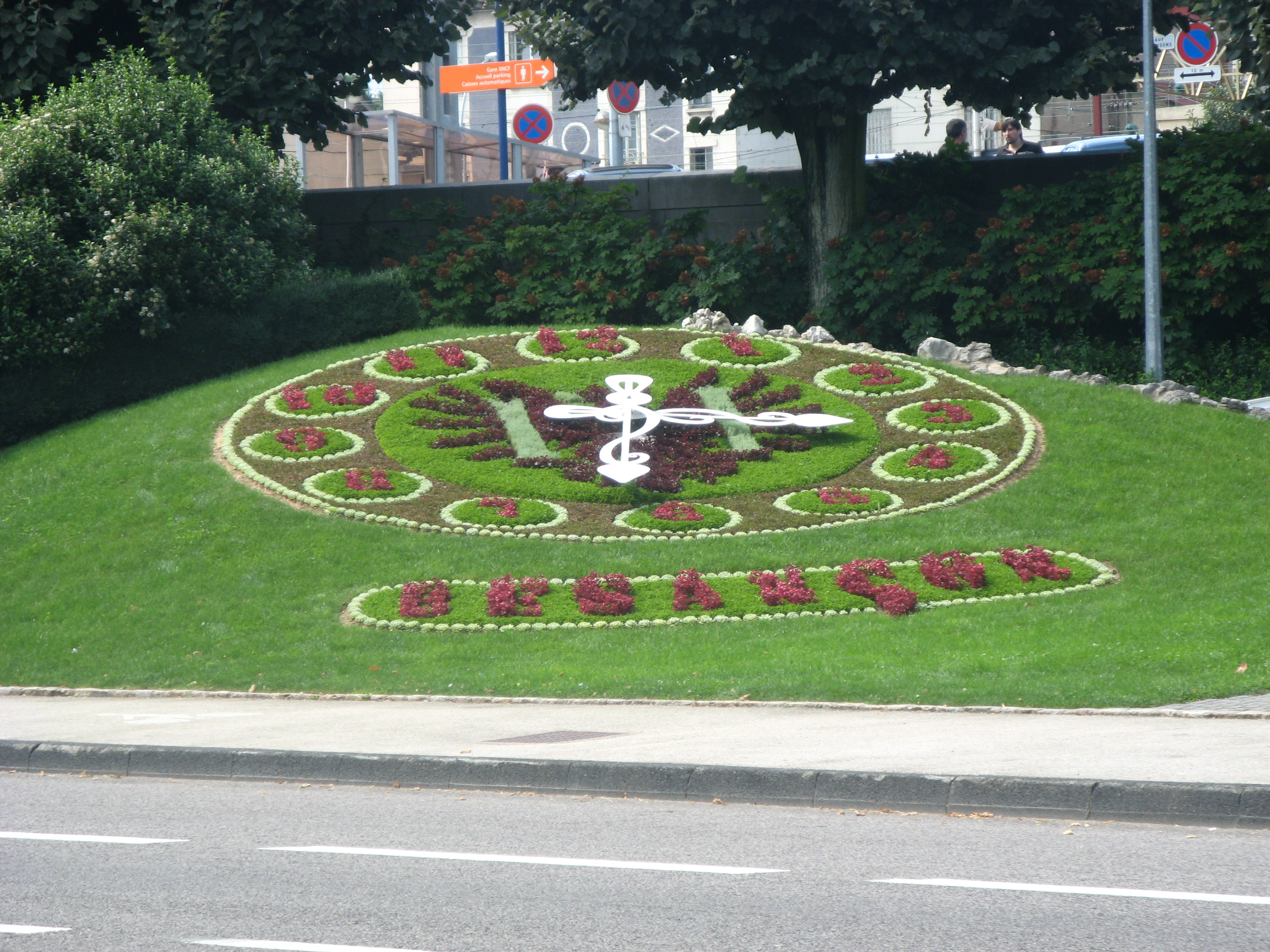

## Połączenia
- Belfort
- Bourg-en-Bresse
- Dijon
- La Chaux-de-Fonds
- Lyon
- Paryż